# 罗贾瓦冲突
罗贾瓦冲突（英语：Rojava conflict），又称罗贾瓦革命（Rojava revolution），是指在叙利亚北部，名为罗贾瓦的库尔德人自治区中目前正在发生的政治变革與軍事衝突。在2011年開始的敘利亞內戰期間，由民主聯盟黨以及其他一些庫爾德人、阿拉伯人、敘利亞-亞述人和土庫曼人組成的以庫爾德人為主導的聯盟尋求為這個「事實上」自治區建立新憲法，而其軍事部隊和盟軍民兵一直在努力維持對該地區的控制。這促成了2016年北敘利亞民主聯邦的成立。
支持者認為，這些事件構成了一場社會革命。这场革命的一个显著特点是妇女群体在其中扮演了重要角色，无论是在战场上还是在政治机构中。这场革命是民主邦联主义（以地方议会为基础的草根民主的一种形式）的一次实践。